# 실버아이
(주)실버아이TV는 대한민국의 방송 채널 사용 사업자인 실버아이TV를 운영하는 노인전문 방송 채널로 중,장년층 및 노년층을 대상으로 하는 대한민국 유일한 노인전문 유료 방송 채널이다.
- 실버아이TV, Silver-iTV

## 채널 소개
실버아이TV는 은퇴 후 40년의 시니어 세대를 위해 꼭필요한 100세 시대를 준비하는 노인 전문 종합 채널이다.
실버아이TV는 시니어 교양, 시니어 정보, 시니어 오락 3개 분야로 전문화하여 노년층에게 유익한 정보를 제공하고, 시니어세대의 정보격차를 해소 할 수 있는 프로그램을 전문적으로 편성하는 방송 채널이다
이미 시작된 고령화사회에 노인문제의 중요성은 점점 크게 인식되고 있고, 고령화사회에 대한 해결방법은 더 이상 노인들의 문제가 아니며, 이제는 전 국민이 인식하고 계몽해야할 사회적인 이슈이다
노인관련 정책 공지와 노인재교육, 노년층 여가 및 문화사업 등에 있어 실버아이TV는 어르신들을 위해 충실한 정보전달 및 여가문화를 위해 앞장서겠습니다

## 채널 송출
실버아이TV 채널번호 안내
- IPTV: lg u+tv (186번), KT Genie TV (144번), SK Btv (251번)
- 위성방송: KT skylife (118번)
- 케이블TV: LG헬로비전 (156번), SK브로드밴드 (126번), 딜라이브 (141번), 현대 HCN (424번), CMB (161번/대구 122번), 아름방송 (172번), 남인천방송 (112번), 울산중앙방송 (50번), 서경방송 (94번),  KCTV제주방송 (318번)

## 프로그램
| - 박세민의 성인토크쇼 49금 - 스타쇼 리듬댄스 - 가요 넘버원 - 가요 콘서트 | - 7080 시니어 특강 - TV 노인대학 - 김서진의 시니어 요가 - 은퇴를 설렘으로 권도형입니다 - 홍순아의 신중년 멋쟁이 - 이정연의 소통테라피 | - 시니어 포럼 - 고령사회 포럼 - 세상을 바꾸는 시니어 - 금주의 실버소식 - 실버 일자리 정보 |